# Obra (województwo wielkopolskie)
Obra – wieś w Polsce położona w województwie wielkopolskim, w powiecie wolsztyńskim, w gminie Wolsztyn.

## Położenie
Miejscowość leży ok. 7 km na południowy zachód od Wolsztyna przy drodze Poznań-Nowa Sól, na odcinku drogi nr 315 Wolsztyn – Konotop. W pobliżu wsi znajdują się: Jezioro Berzyńskie (na północnym wschodzie), Jezioro Obrzańskie (na południu), Jezioro Święte (czasami zwane Krutlą, na północy), Północny Kanał Obry (na południu) oraz rzeka Dojca i strumień Pintus. Okolica płaska, przecięta południkowo pasmem piaszczystych wydm; liczne walory krajobrazowe, sprzyjające turystyce kajakowej i agroturystyce.

## Historia
Miejscowość pierwotnie związana była z Wielkopolską. Ma metrykę średniowieczną i istnieje co najmniej od początku XIII wieku. Wymieniona po raz pierwszy w dokumencie zapisanym po łacinie z 1231 pod obecną nazwą Obra, 1394 kopia z 1557 odnotowano przymiotnik odmiejscowy Hobrensis, a w 1395 przymiotnik Oberski .
Wieś zamieszkana była jednak wcześniej niż odnotowują to zachowane dokumenty archiwalne. Archeolodzy odkryli we wsi dwa skarby srebrne - pierwszy ukryty w początku X wieku, a drugi około roku 1020 .
Według przekazu J. Bobrowicza opactwo cystersów w Obrze zostało ufundowane w 1231 roku przez Sędziwoja, kantora katedry w Gnieźnie. Obra była własnością znanego już w XII w. rodu Niałków herbu Jeleń. W 1280 r. z nadania Przemysła II wieś lokowano na prawie niemieckim. Król Jan III Sobieski wydał 9.05.1686 r. opatowi Bernardowi Miaskowskiemu przywilej na założenie miasta o nazwie Bernardowo, co nie zostało zrealizowane ze względu na śmierć opata.
W 1513 we wsi wyznaczono strażnicę celną (łac. custodia) leżącą na drodze z Gdańska przez Poznań do Frankfurtu. W 1563 rejestry podatkowe odnotowały pobór od jednego łana sołtysa, od 11 rybaków, 2 karczm dziedzicznych oraz dwóch kramarzy, 5 rzemieślników, młyna walnika o 2 kołach wodnych, młyna korzecznika poruszającego piłę. W 1566 miał miejsce pobór od łana sołeckiego, 2 karczm dziedzicznych, 11 rybaków, 13 zagrodników z rolami, 14 chałupników, 4 rzemieślników, jednego handlarza, młyna walnika o 2 kołach, młyna korzecznika poruszającego piłę. W 1571 odnotowano pobór podatków od karczmy dziedzicznej, 10 rybaków, 13 zagrodników, 14 komorników, 2 rzemieślników, młyna o 2 kołach. W 1580 pobór od 9 rybaków, z których każdy miał po 1/4 łana ziemi, od młyna walnika o 3 kołach,  młyna poruszającego piłę o jednym kole, jednego łana sołeckiego, 5 zagrodników, 2 karczmarzy, z których każdy miał po 1/4 łana ziemi, 5 zagrodników wolnych, 10 zagrodników ubogich, 5 komorników z bydłem, 9 komorników ubogich, jednego komornika gospodarującego na połowie łana, 4 rzemieślników, 2 kotłów do warzenia gorzałki. Dodatkowo owczarz płacił 10 groszy, a owczarz sołtysi 4 grosze. W 1581 wieś Obrą liczyła 3,5 łana. W 1603 było w niej 10 rybaków i 5 zagrodników . Pod koniec XVI wieku wieś duchowna Obra była własnością opata cystersów w Obrze leżała w powiecie kościańskim województwa poznańskiego w Rzeczypospolitej Obojga Narodów.
W 1655 roku klasztor został kompletnie złupiony przez wojska szwedzkie. Wtedy też profes klasztoru, ksiądz Stanisław Klimunt, został zamordowany przez żołnierzy szwedzkich. Następstwem przemaszu wojsk i spalenia okolicznych wsi należących do klasztoru była zaraza, która w 1656 roku wyludniła okolice klasztoru.
W wyniku II rozbioru Rzeczypospolitej w 1793, miejscowość przeszła w posiadanie Prus i jak cała Wielkopolska znalazła się w zaborze pruskim. W okresie Wielkiego Księstwa Poznańskiego (1815-1848) miejscowość wzmiankowana jako Obra należała do wsi większych w ówczesnym powiecie babimojskim. Obra należała do wolsztyńskiego okręgu policyjnego tego powiatu i stanowiła  siedzibę majątku o tej samej nazwie, który należał do Dziembowskiego. Według spisu urzędowego z 1837 roku Obra liczyła 915 mieszkańców, którzy zamieszkiwali 106 dymów (domostw).
Obra, położona w Prusach Południowych nadana została w latach 1796-1797 majorowi von Hünerbeinowi. W rękach zakonu wieś pozostawała aż do 1835 r., gdy zaborca dokonał kasaty klasztoru. Przy pierwszej numeracji w 1796 r.-  72 domostwa oraz folwark. Dla wsi w 2020 r. sporządzono opis historii wszystkich dawnych zagród, począwszy od 1781 r. do czasów współczesnych.
W okresie międzywojennym w miejscowości stacjonowała placówka Straży Granicznej I linii „Obra”.
W latach 1975–1998 miejscowość położona była w województwie zielonogórskim. Leży na trasie Szlaku Cysterskiego.

## Zabytki
Barokowy klasztor pocysterski użytkowany jest obecnie przez Misjonarzy Oblatów Maryi Niepokalanej. W klasztorze mieści się seminarium duchowne oraz działa muzeum misyjne. W kościele św. Jakuba Apostoła znajduje się osiemnastowieczny obraz "Wniebowzięcie" oraz freski, stalle, ołtarze i ławki.
- Klasztor pocysterski (barokowy)
  - kościół św. Jakuba Apostoła
  - opatówka
  - organistówka
  - park
- Cmentarz z kościołem św. Walentego
- Kaplica św. Anny

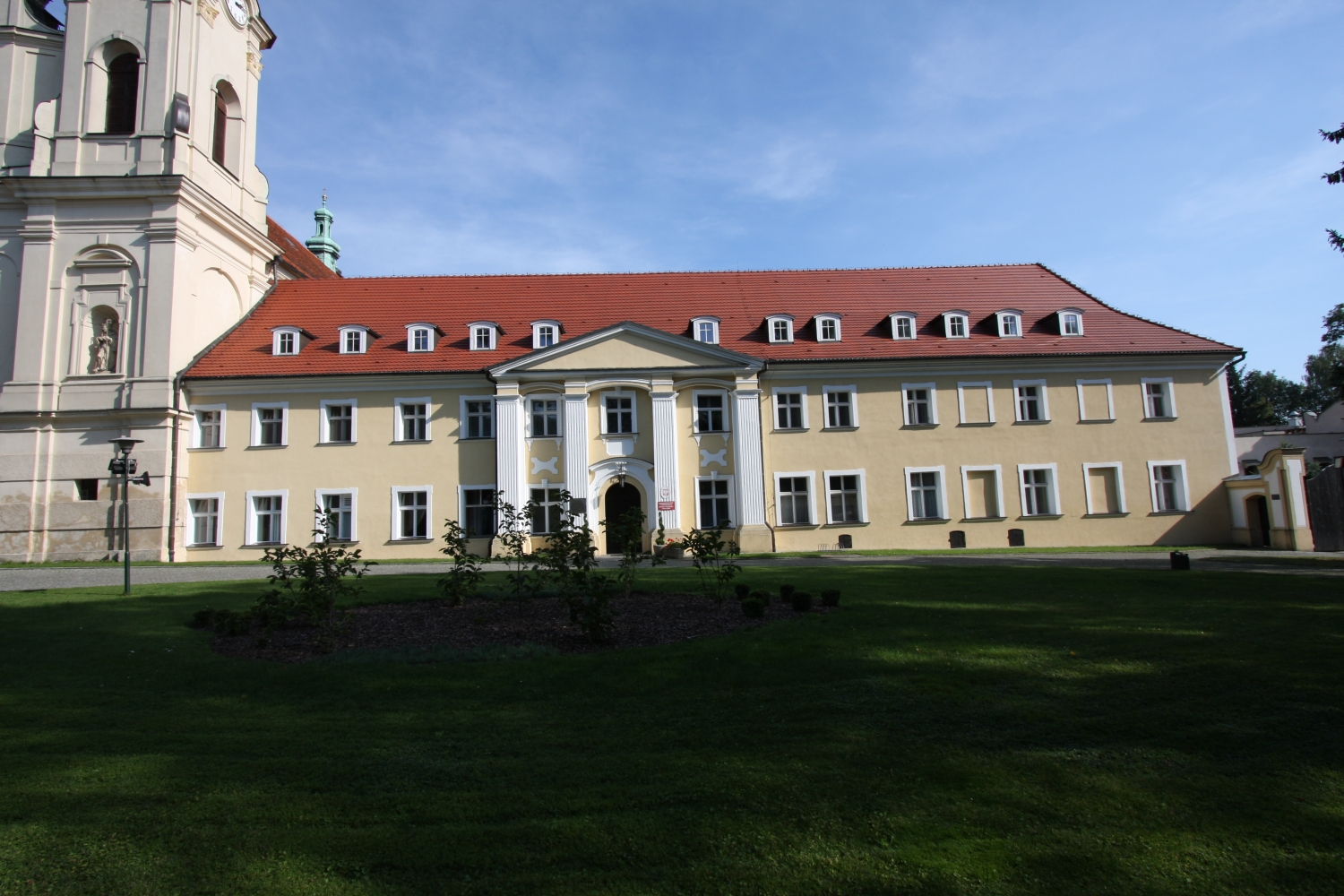
Klasztor pocysterski
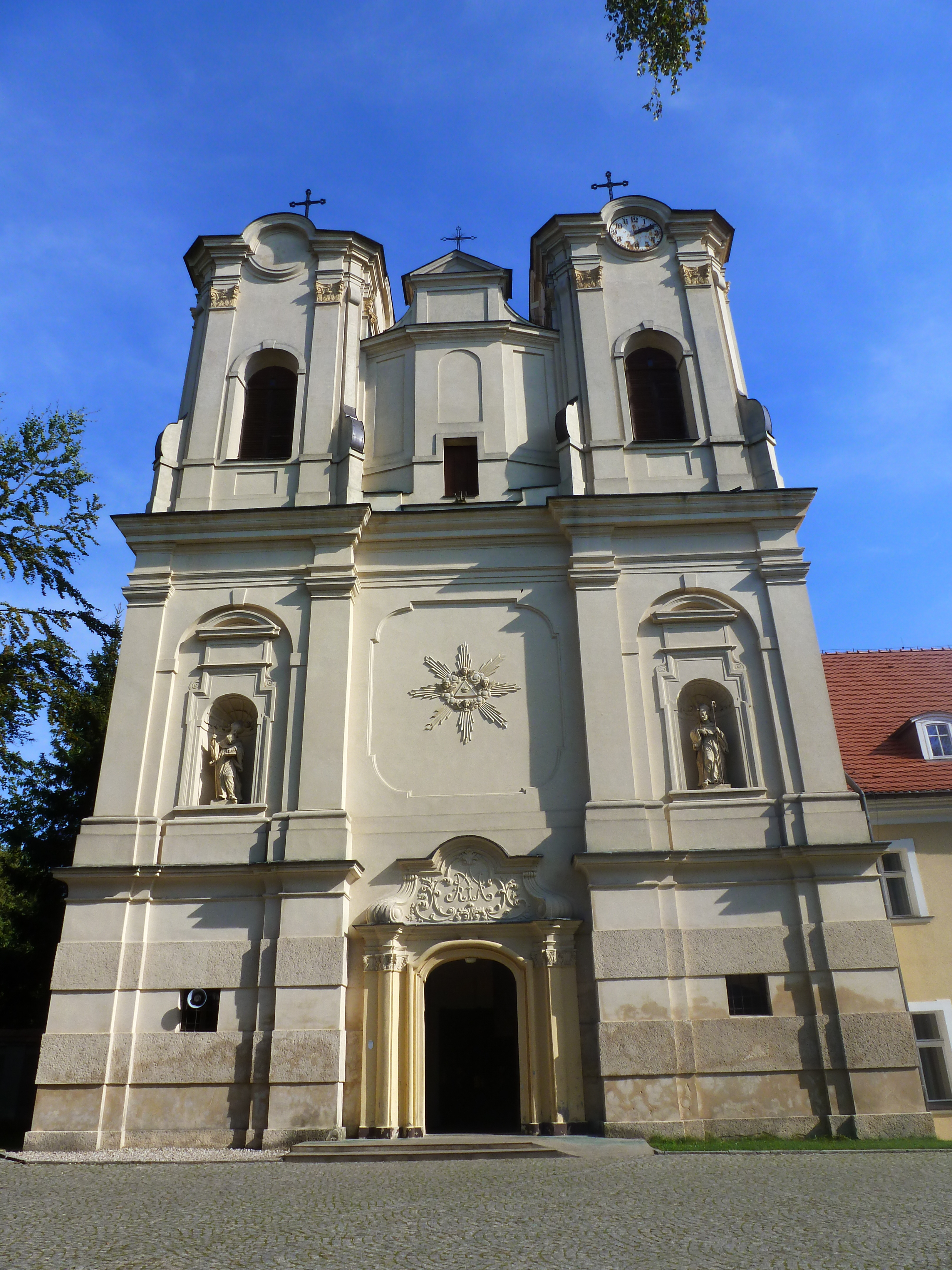
Kościół św. Jakuba Apostoła
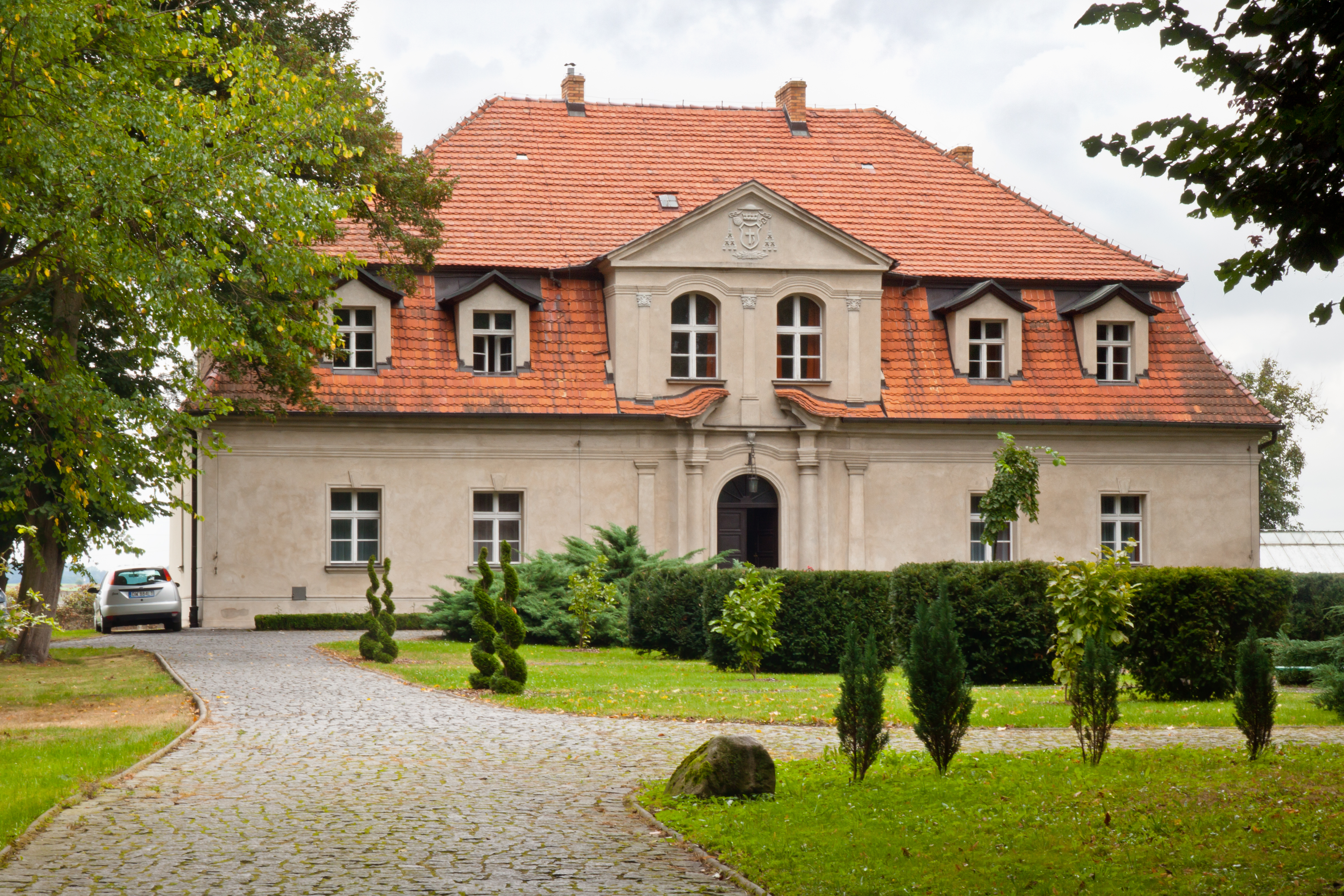
Opatówka
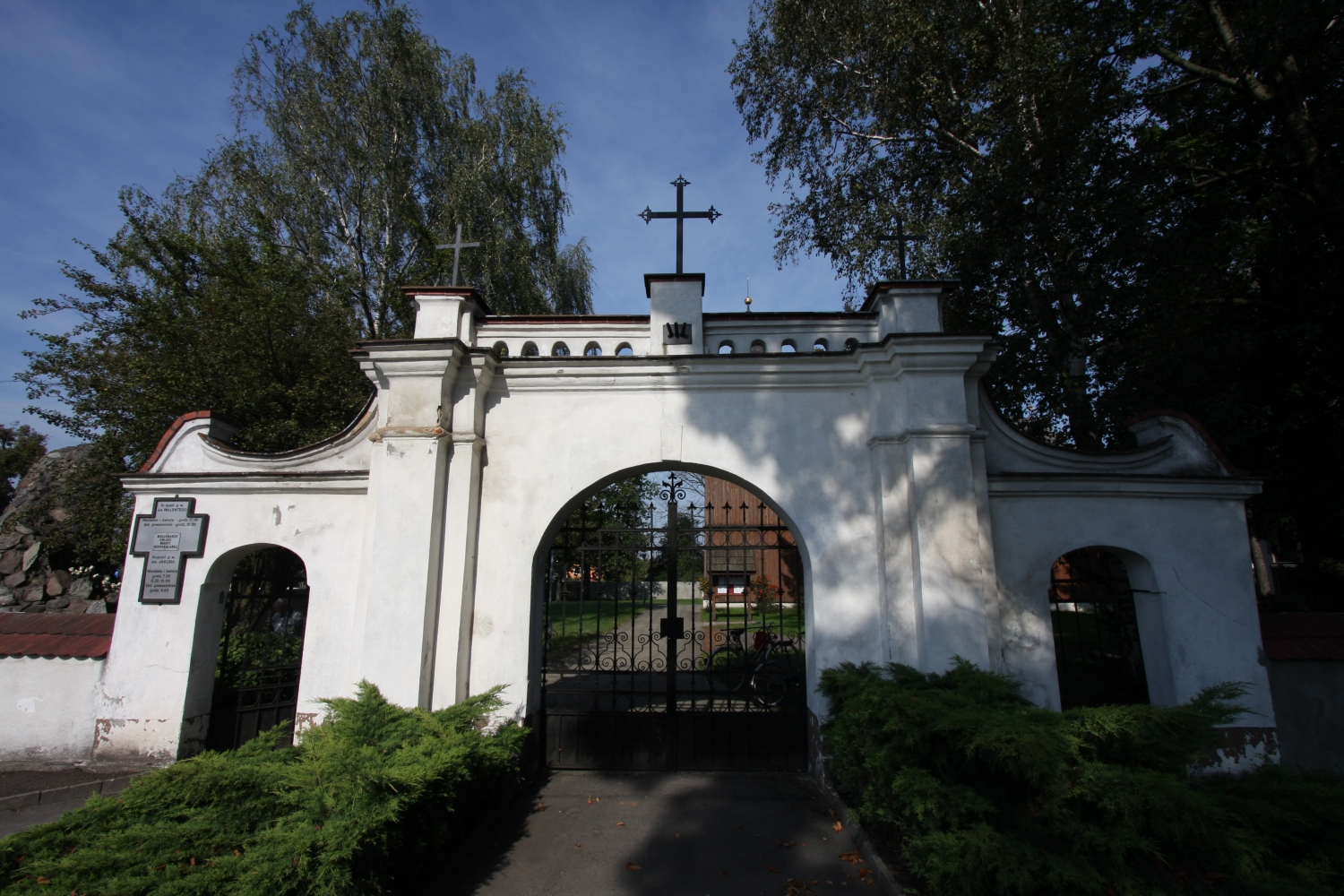
Brama cmentarna
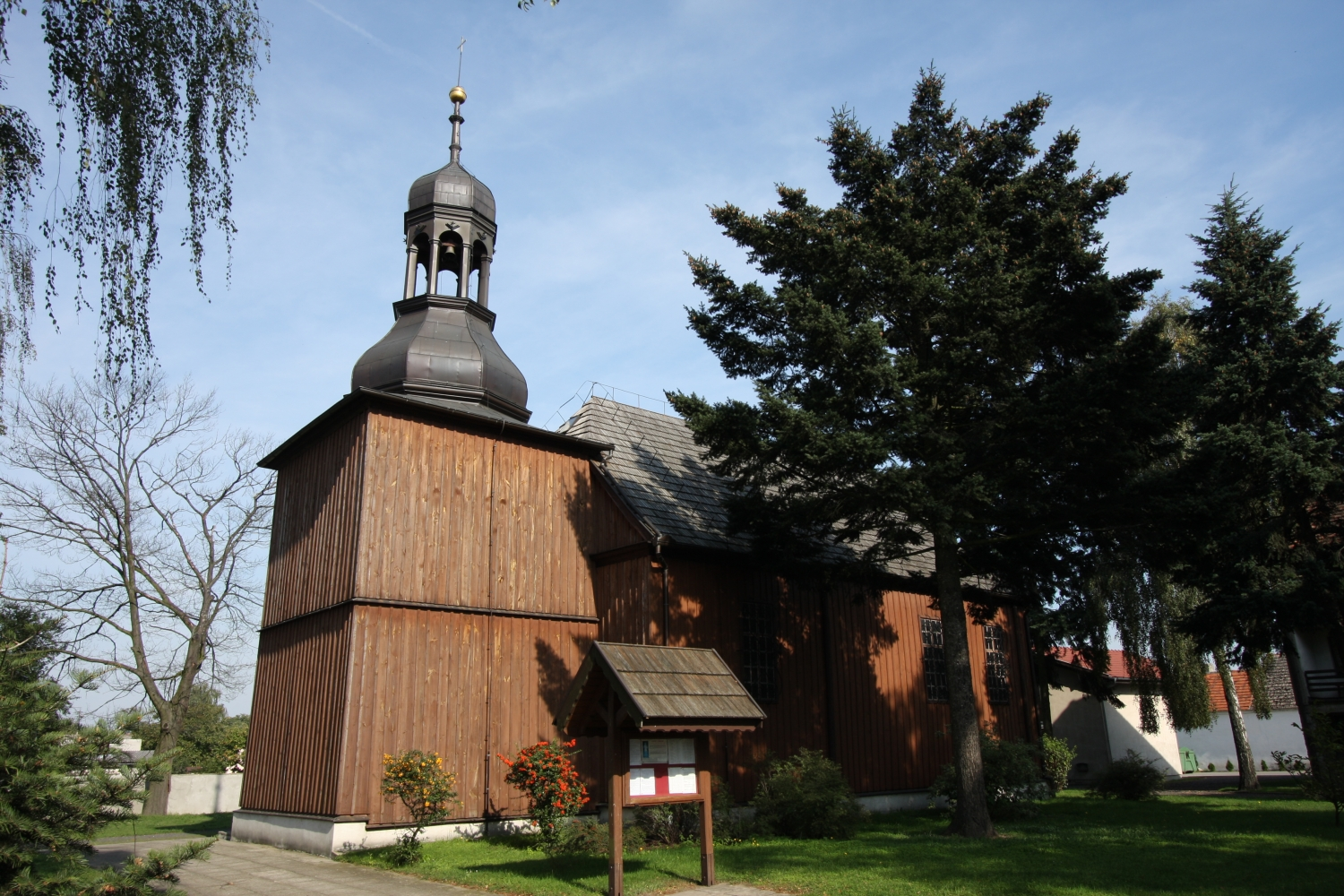
Kościół cmentarny św. Walentego
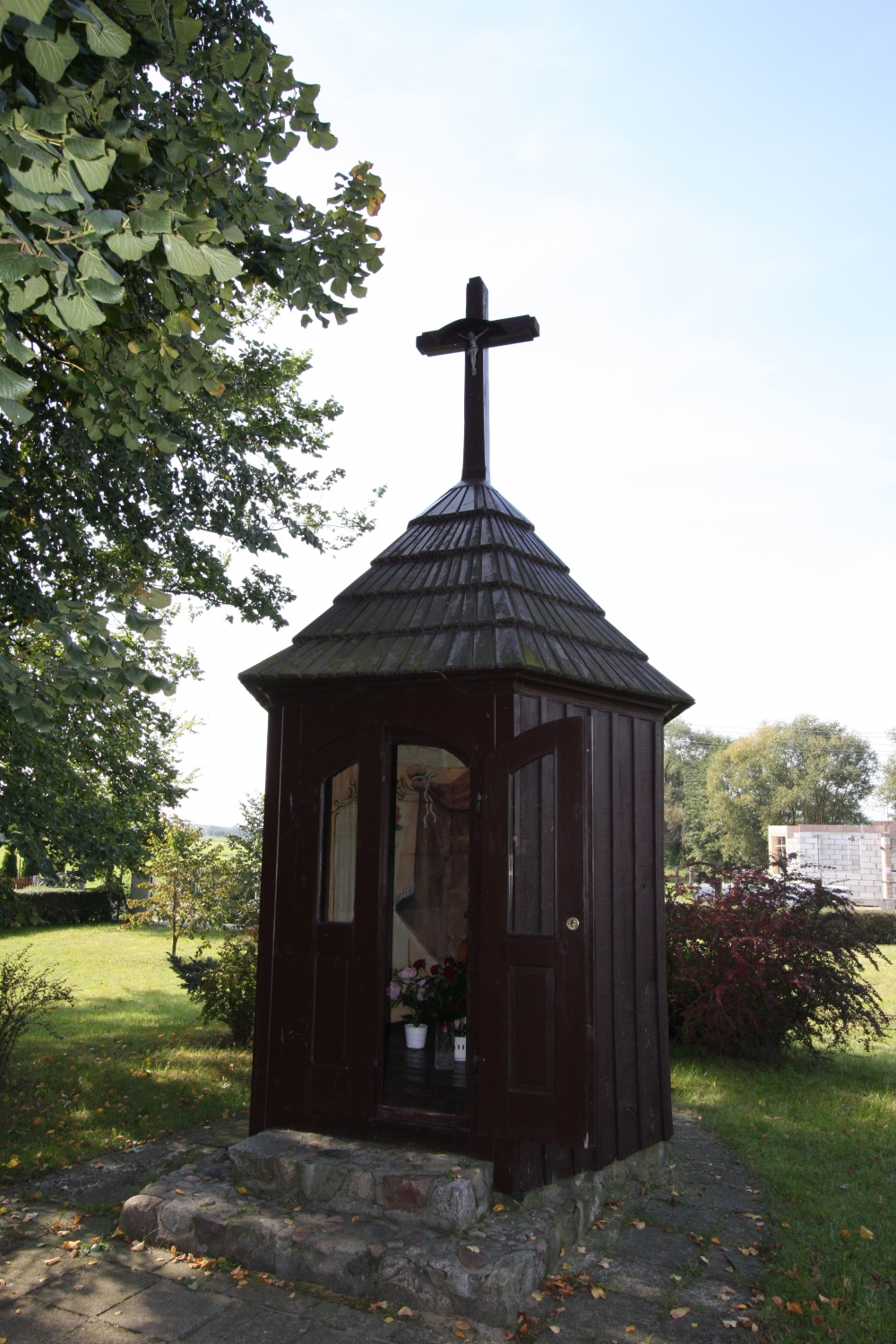
Kaplica św. Anny

## Sport
W miejscowości siedzibę ma piłkarski Ludowy Zespół Sportowy „Znicz” Obra założony w 1948 roku i występujący w A-klasie. 
W 2017 roku został również założony drugi zespół "Znicza" Obry który występuje w B-klasie.